# Amédée Beaujean
Amédée Beaujean (* 1821 in Saint-Fargeau, Burgund; † 1888 in Paris) war ein französischer Altphilologe, Romanist und Lexikograf.

## Leben und Werk
Beaujean absolvierte die Elitehochschule École normale supérieure in Paris (Jahrgang 1841) und war Lehrer am  bekannten Gymnasium Lycée Louis-le-Grand sowie Schulinspektor. Er  verkürzte 1874 das gewaltige französische Wörterbuch von Émile Littré auf einen Band (einschließlich Eigennamen-Anhang) und ging damit in die Lexikografiegeschichte ein. Sein Text wird heute noch verkauft.

## Werke
- Brevarium historiae graecae. Ouvrage composé pour l'enseignement simultané du latin et de l'histoire grecque avec un lexique et deux cartes géographiques, Paris 1855, 1860
- (Bearbeiter) Émile Littré, Dictionnaire de la langue française. Abrégé du dictionnaire de Littré, Paris  1875 (bekannt als  « Littré-Beaujean » oder  « Petit Littré »,  zahlreiche Auflagen unter verschiedenen Titeln bis in die Gegenwart, auch bearbeitet durch Géraud Venzac, Paris 1958)
- Le nouveau petit Littré. Texte revu, augmenté et complété sous la direction de Jean Pruvost et de Claude Blum. Nouvelle éd. du "Petit Littré", Paris 2005, ISBN 2-84431-288-8.